# Muse (Jolin Tsai)
Muse è il dodicesimo album in studio della cantante taiwanese Jolin Tsai, pubblicato nel 2012.

## Tracce
1. The Great Artist (大藝術家) – 3:18 (testo: Matthew Yen – musica: Robin Jenssen, Anne Judith Wik, Nermin Harambasic, Ronny Svendsen, Charite Viken Reinas, Eirik Johansen, Alexander Puntervold)
2. Dr. Jolin – 3:46 (testo: Peggy Hsu – musica: Sten Iggy Strange Dahl, Johan Moraeus, Christoffer Wikberg)
3. Fantasy (迷幻) – 3:30 (testo: Greeny Wu – musica: Mikko Tamminen, Udo Mechels, Rike Boomgaarden)
4. Friday the 13th (十三號星期舞) – 3:20 (testo: Jimmy Chou – musica: Pasi Siitonen, Adam Powers, Nalle Ahlstedt)
5. Beast – 2:40 (testo: Jolin Tsai – musica: Tarmo Keranen, Karin Fransson)
6. Spying on You Behind the Fence (柵欄間隙偷窺你) – 2:39 (testo: Greeny Wu – musica: Greeny Wu)
7. Color Photos (彩色相片) – 3:52 (testo: Greeny Wu – musica: Greeny Wu)
8. Wandering Poet (詩人漫步) – 5:08 (testo: Peggy Hsu – musica: Peggy Hsu)
9. Someone (有人) – 4:01 (testo: Chen Hui-ting – musica: Chen Hui-ting)
10. Mosaic (馬賽克) – 4:08 (testo: Tom Wang – musica: JJ Lin)
11. I (我) – 4:08 (testo: Xiao Han – musica: Tanya Chua)